# 内殿直
内殿直，五代后周禁军，屬殿前司。
後周於殿前置诸班直。诸班有殿前指挥使、内殿直、散员、散指挥等稱號。內殿直一般都是武臣子弟有材貌魁勇者擔任騎軍，分左右四班，职責是扈隨皇帝，拱衛京师，属殿前司。宋初禁卫军沿後周旧制，设侍卫亲军司，统领马步禁军，设殿前司，统领殿前诸班直等職務。宋太祖平定后蜀，選出一百二十名壮士组成川班內殿直。开宝四年（971年）廢除。